# 砖集镇
砖集镇，是中华人民共和国安徽省阜阳市界首市下辖的一个乡镇级行政单位。

## 行政区划
砖集镇下辖以下地区：
高项村、刘楼村、腰庄村、刘柴村、姜洼村、郑庄村、张老家村、黄庄村、东刘村和任楼村。